# 3798 de Jager
A 3798 de Jager (ideiglenes jelöléssel 2402 T-3) a Naprendszer kisbolygóövében található aszteroida. Cornelis Johannes van Houten,  Ingrid van Houten-Groeneveld,  Tom Gehrels fedezte fel 1977. október 16-án.